# Castillo de Stenhammar
Stenhammar es un palacio y mansión localizada a las afueras de Flen en el condado de Södermanland, Suecia, a unos 120 km al sudoeste de Estocolmo. Está localizado justo al lado del ferrocarril Västra stambanan.
Stenhammar es propiedad del Estado y ha sido alquilada al rey Carlos XVI Gustavo desde 1966, pero no es considerado un palacio de la corona. El inquilino previo fue el Príncipe Guillermo, Duque de Södermanland (hijo menor del abuelo paterno del rey, Gustavo VI Adolfo) que vivió aquí y fue su propiedad hasta su muerte. Stenhammar fue donada al Estado por el terrateniente y cortesano Robert von Kræmer en 1903, y el testamento estipula que debe ser arrendado a un Príncipe de la Casa Real, preferiblemente al Duque de Södermanland, si existe uno.